# Ulrich Feßler
Ulrich Feßler (* 3. Juli 1935 in Innsbruck; † 28. Juli 1987 ebenda) war ein österreichischer Architekt.

## Leben
Ulrich Feßler wurde 1935 in Innsbruck als Sohn des Architekten Hans Feßler geboren. Nach dem Besuch der Realschule in Innsbruck studierte er von 1953 bis 1957 Architektur an der Technischen Hochschule Graz. Anschließend arbeitete er im Büro des Vaters in Innsbruck mit und absolvierte kurze Praktika in Stuttgart und Zürich. 1963 eröffnete er sein eigenes Büro in Innsbruck und war als Architekt und Sachverständiger für Hochbau tätig. 1981 wurde er Leiter des bischöflichen Bauamtes. Er starb bereits 1987 im Alter von 52 Jahren aufgrund einer Krankheit. Feßler entwarf hauptsächlich Kirchen- und Schulbauten, aber auch Kindergärten, Gemeindehäuser und private Wohnhäuser. Er war bei zahlreichen Wettbewerben erfolgreich.

## Werke (Auswahl)
- Schulzentrum Inzing, 1962[1]

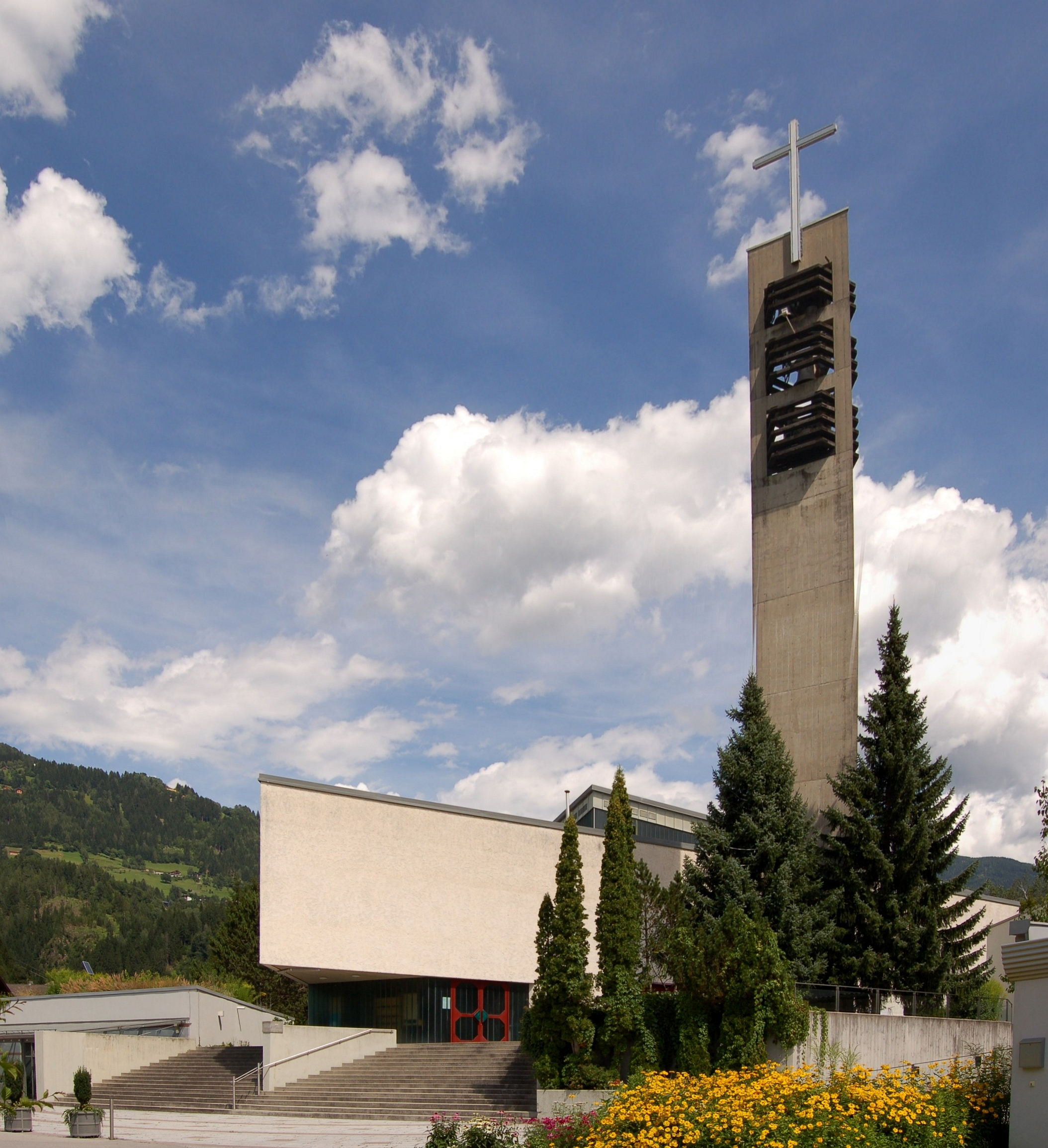
Pfarrkirche Debant (1968–1977)

- Hauptschule Volders, 1969–1970 (mit Hermann Hanak)[2]
- Hauptschule und Kindergarten Reichenau, 1965–1971[3]
- Musikpavillon, Gries im Sellrain, um 1970[4]
- Widum und Totenkapelle, Kematen in Tirol, um 1973[5][6]
- Behindertenheim Elisabethinum, Axams, 1971–1974 (mit Hans Feßler und Ingo Feßler)
- Filialkirche Vomperbach, 1973–1975[7]
- Murkapelle Inzing, 1975
- Pfarrkirche Debant, 1968–1977
- Aufbahrungshalle, Friedhof Wilten, 1977[8]
- Friedhofskapelle Vomperbach, 1984[9]
- Vinzenz-Gasser-Heim Inzing, 1986